# 贵州凤尾蕨
贵州凤尾蕨（学名：Pteris guizhouensis）为凤尾蕨科凤尾蕨属下的一个种。

## 扩展阅读
- 維基物種上的相關：贵州凤尾蕨